# 金沢医療事務専門学校
金沢医療事務専門学校（かなざわいりょうじむせんもんがっこう）は、石川県白山市に所在する専門学校。

## 概要
学校法人国際ビジネス学院が運営。
医療事務総合学科のみを設置。
2023年度から募集停止。